# 維辛拉伯河

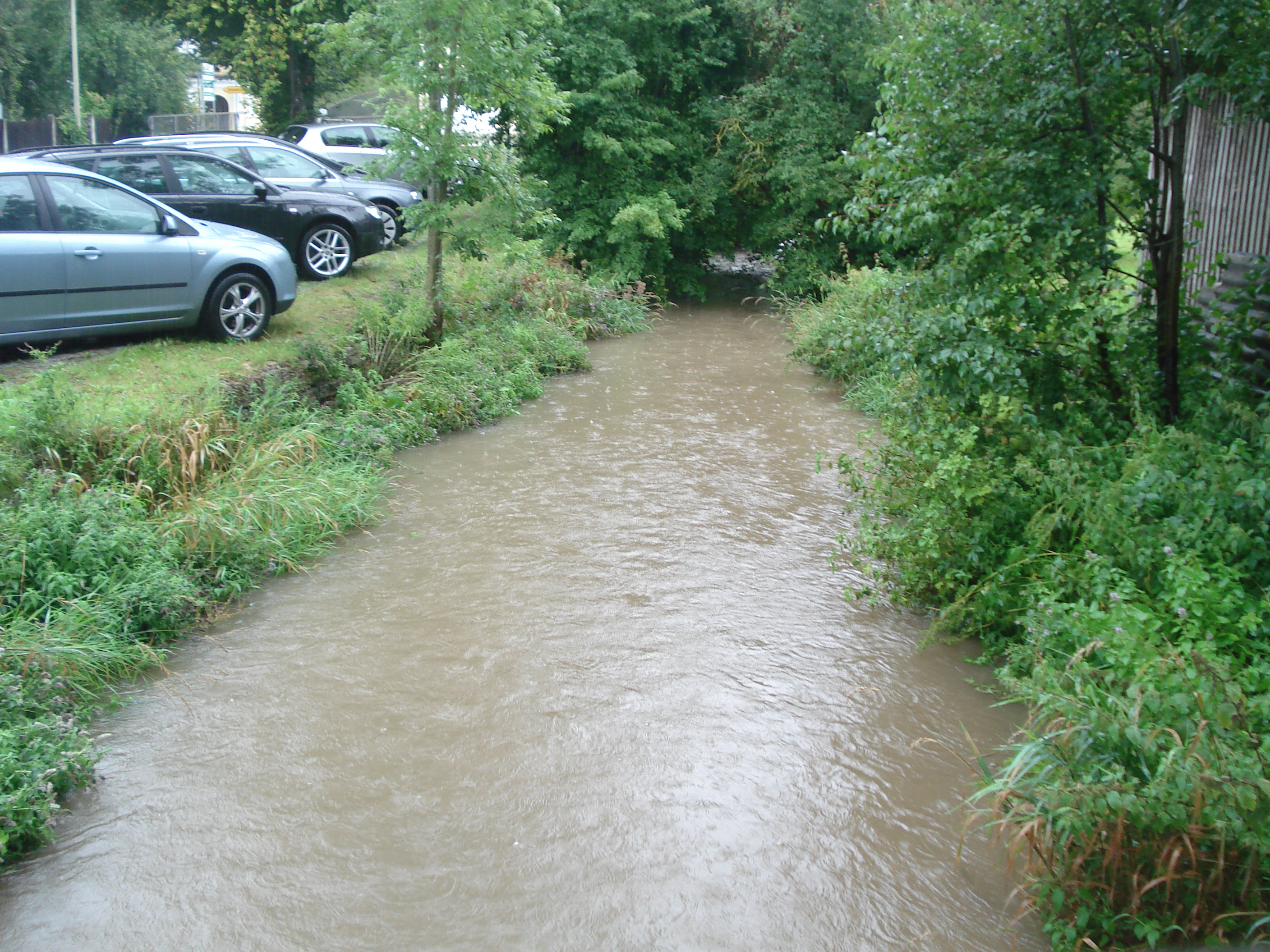

49°4′54.45″N 11°37′20.05″E / 49.0817917°N 11.6222361°E
維辛拉伯河（德語：Wissinger Laber），是德國的河流，位於該國東南部，由巴伐利亞負責管轄，與巴赫豪普特拉伯河匯流成為布賴滕布倫拉伯河，河道全長13.3公里，流域面積49.5平方公里。